# 中华人民共和国宪法 (1954年)

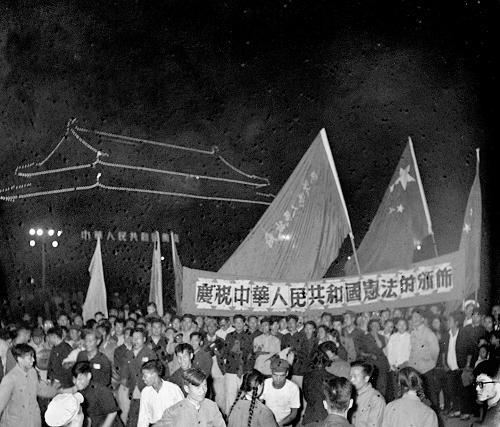
1954年9月21日，北京当地民众在天安门广场游行，庆祝中华人民共和国宪法颁布

1954年《中华人民共和国宪法》，简称五四宪法，是第一部中华人民共和国宪法，1954年9月20日经第一届全国人民代表大会第一次会议审议通过，因其在1954年颁布，故称为“五四宪法”。中华人民共和国现行的八二宪法（第四部宪法）就是建立在五四宪法的基础之上。

## 制定背景

### 《共同纲领》与形势的不适应
1949年中华人民共和国建立后，中国国内的各方面形势均发生了变化。先前起“临时宪法”作用的《共同纲领》已经不再适应形势的发展。《共同纲领》规定的政治体制是一种各阶级、各方面人士参加的统一战线的政权，这与中共建立工人阶级领导的、以工农联盟为基础的人民民主专政的政权的目标并不一致；在经济上，《共同纲领》规定的是国营经济、合作社经济、私营经济、国家资本与私人资本合作的经济，同时规定在农村进行土地改革，实行“耕者有其田”政策，1953年，中国农村的土地改革已经基本完成。刘少奇说：“在中国近代史中，人们曾长期争论过一个根本问题——中国的出路是什么？是资本主义还是社会主义？对于这个问题，5年来国家发生的巨大变化已作了生动解答，同时也充分证明由目前复杂的经济结构的社会，过渡到单一的社会主义结构的社会,即由目前的新民主主义社会过渡到社会主义社会，是我国应当走的唯一正确的道路。如果继续维持现状，中国就可能变成资本主义。他说，或许有人想走维持现状的道路，即既不是资本主义道路，也不是社会主义道路，将我们现在所处的状况维持下去。有些人希望永远保存这种状态，最好不要改变。他们说有了《共同纲领》，何必还要宪法呢？社会主义和资本主义这两种相反的生产关系，在一个国家里互不干扰地平行发展，是不可能的。它不变成社会主义国家，就要变成资本主义国家，要它不变是绝对不可能的。我国要走社会主义道路是确定不移的。要走社会主义道路，就需要有法律形式把我国过渡时期的总任务确定下来。”

### 斯大林的建议
斯大林第一次建议制宪是新中国建立前夕。1949年6月至8月，刘少奇秘密访问苏联。在会谈中，斯大林谈到了宪法问题，建议中国暂时可用《共同纲领》，但应准备制定宪法。
斯大林第二次建议制宪是在1950年初毛泽东第一次访问苏联时，斯大林就中国建设问题提了三点建议，其中第二点就是建议召开全国人民代表大会和制定宪法。
斯大林第三次建议制宪是1952年10月，刘少奇率中共代表团参加苏共第十九次全国代表大会。他受毛泽东委托,就中国向社会主义过渡的设想，向斯大林写了一封长信征求意见。斯大林赞成中共向社会主义过渡的设想，但不同意暂不制定宪法的意见，建议提前制宪。他说，为了驳斥国际上敌对势力对新中国的攻击和便于中国更好地开展建设事业，中国应该将召开全国人民代表大会和制定宪法的时间提前。他建议在1954年进行选举和通过宪法。
在当时的国际背景下，斯大林对中国依据《共同纲领》采用民主联合政府这种政权存在担心，他之所以急于让中国尽早召开人民代表大会和制定宪法，其真实意图是要中国政府尽快通过宪法确立一党政府体制，也就是尽快向苏联政治体制转换，以扩大社会主义阵营。

## 制定过程

### 筹备
1952年12月1日，中共中央下发了《关于召开党的全国代表会议的通知》，通知认为召开全国人民代表大会和制定宪法的条件已经具备，准备立宪。1952年12月24日，第一届全国政协常委会第四十三次会议上，周恩来代表中国共产党提议起草宪法；人民政协通过了这一提议。
1953年1月1日，中共中央机关报《人民日报》把制定宪法列为1953年的三项任务之一。为了争取民主党派和社会各界对中共制宪的支持，毛泽东于1月11日召开了有18位民主党派负责人座谈会，周恩来于12日召开政协座谈会，这两个会上听取民主党派和各界人士对制宪的意见。在座谈会上，一些民主党派负责人和民主人士对中央急于制宪提出了一些疑问和表示担心。
1953年1月13日，中央人民政府委员会第二十次会议决定由毛泽东领导的等三十余人组成宪法起草委员会，即形式上制宪机关为中央人民政府。1953年底，毛泽东率宪法起草小组入住西湖国宾馆。

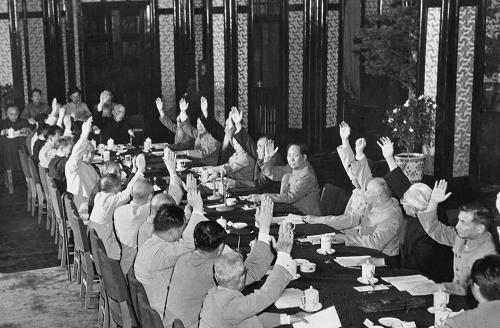
1954年6月14日，中央人民政府委员会第30次会议通过《中华人民共和国宪法草案》和关于公布宪法草案的决议

约有一亿五千万人参与了首部宪法的讨论，提出的意见有138万多条。另有各省、市、县人民代表大会的596万多名代表也发表了意见。根据征求所得的意见，宪法起草委员会对原来的草案作了修改后，交中央人民政府委员会举行临时会议讨论通过，形成了宪法送审稿。
1954年1月15日，毛泽东致电刘少奇等中央领导，在电报里开列了10种中外各类宪法的书目（后称“中外宪法书目”），要求中共中央政治局委员和在京的中共中央委员抽时间阅读：
1. 1936年苏联宪法及斯大林报告；
2. 1918年苏俄宪法；
3. 罗马尼亚、波兰、东德、捷克斯洛伐克（英语：Constitution of Czechoslovakia）等东欧社会主义国家宪法；
4. 1913年中华民国宪法草案
5. 1923年中华民国宪法
6. 1946年中华民国宪法；
7. 1946年法国宪法（英语：French Constitution of 27 October 1946）。

### 宪法起草委员会
1953年1月13日中央人民政府委员会第二十次会议通过：
- 主席：毛泽东
- 委员：（32人，按姓氏笔划为序）：朱德、宋庆龄、李济深、李维汉、何香凝、沈钧儒、沈雁冰、周恩来、林伯渠、林枫、胡乔木、高岗、乌兰夫、马寅初、马叙伦、陈云、陈叔通、陈嘉庚、陈伯达、张澜、郭沫若、习仲勋、黄炎培、彭德怀、程潜、董必武、刘少奇、邓小平、邓子恢、赛福鼎、薄一波、饶漱石
- 秘书处（1954年3月23日宪法起草委员会第一次全体会议通过）
  - 秘书长：李维汉（兼）
  - 副秘书长：齐燕铭、田家英、屈武、胡愈之、孙起孟、许广平、辛志超

1954年1月，中共中央决定成立宪法起草小组，负责起草初稿：
- 宪法起草小组成员：毛泽东、陈伯达、胡乔木、田家英

1954年3月，中共中央政治局决定成立宪法小组，负责对初稿进行修改：
- 宪法小组成员：陈伯达、胡乔木、董必武、彭真、邓小平、李维汉、张际春、田家英

### 通过

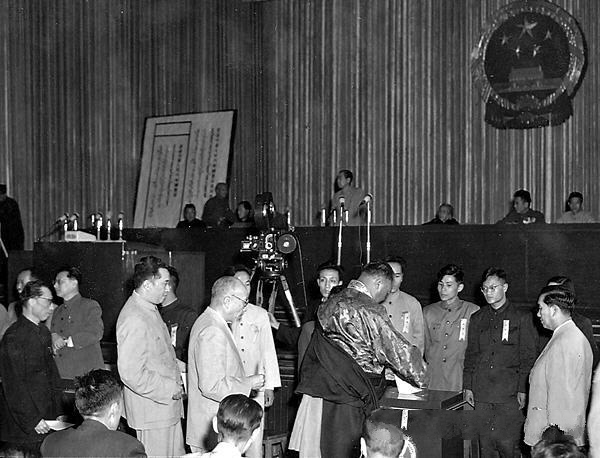
1954年9月20日，出席第一届全国人大一次会议的全国人大代表投票通过宪法

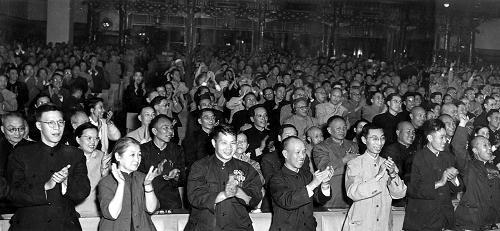
1954年9月20日，在宣布通过《中华人民共和国宪法》时，全体全国人大代表起立鼓掌

1954年9月20日，第一届全国人民代表大会第一次会议上，代表们共投票1,197张，同意票为1,197张，全票通过《中华人民共和国宪法》。

## 主要内容
五四宪法有序言、总纲、国家机构公民的基本权利和义务、国旗国徽首都，共106 条。
序言首先记载了中国人民革命斗争取得的成果，然后肯定了国家建设社会主义的过渡时期的总路线和实现总路线的内外条件。
国家的性质规定为工人阶级领导的、以工农联盟为基础的人民民主国家。国家政权的组织方式是人民代表大会制度。在经济制度上，五四宪法与《共同纲领》相比，其突出的特点就是规定了国家建设社会主义过渡时期的总路线，依靠国家机关和社会力量，通过社会主义工业化和社会主义改造，保证逐步消灭剥削制度，建立社会主义。
宪法规定了公民的基本权利和义务，并规定了逐步扩大物质保障的措施。这些规定主要包括：公民在法律上的平等权；公民的选举权和被选举权；言论、出版、集会、结社、游行、示威等各项政治自由权和宗教活动的自由；人身自由、住宅不受侵犯；通信秘密受保护；公民居住和迁徙自由；公民有劳动权和休息权，以及获得物质帮助的权利；公民有受教育权和进行科学研究、文艺创作和文化活动的自由；国家实行男女平等、保护婚姻家庭、母亲和儿童:公民有对违法国家工作人员的申诉控告权和获得物质赔偿权等。同时规定，公民有遵纪守法、保护公共财产、依法纳税、保卫国家和服兵役的神圣职责。
宪法最后一章规定了国旗、国微和首都。

## 后续
此时，由于民主党派尚能发挥监督制约作用，且捍卫1946年政治协商会议的决议仍然是中共反对国民政府有力的宣传武器，因此1954年宪法仍未远离政治协商会议决议精神和5年前《中国人民政治协商会议共同纲领》的民主原则。有观点认为，这部宪法的诸多条款，例如人民法院独立审判、公民自由迁徙权，均达到了1949年以来各部宪法无法超越的高度。

### 宪法序言政治化
《五四宪法》的序言中规定：“我国同伟大的苏维埃社会主义共和国联盟、同各人民民主国家已经建立了牢不可破的友谊，我国人民同全世界爱好和平的人民的友谊也日见增进，这种友谊将继续发展和巩固。”但在该宪法公布两年后的1956年就出现了“中苏论战”，到1960年代中苏彻底决裂，两国甚至在珍宝岛爆发了武装冲突。

### 二元政体与宪法危机
根据五四宪法的规定，最高国务会议是中国国家主席在必要时召开的协商和研究国家重大事务的一种会议。这个会议虽然表面上议而不决，但由于特殊的人员构成以及毛泽东在当时巨大的人格魅力和政治权威，最高国务会议反而成为超越常规国家机构、党的机构以及政治协商组织的超级国家权力机关，是一种统合一切的事实上的最高国家权力机关。但人大与国务院仍然是宪法规定的国家权力机关，这就引发了毛泽东凭借个人权威治国与法定的国家机关系统之间的矛盾。

1958年，周恩来和国务院因反冒进问题屡遭毛泽东批评。6月8日，毛泽东在审阅《中共中央决定成立财经、政法、外事、科学、文教各小组的通知稿》时，加写了职权划分：
这些小组是党中央的，直隶中央政治局和书记处，向它们直接做报告。大政方针在政治局，具体部署在书记处。只有一个“政治设计院”，没有两个“政治设计院”。大政方针和具体部署，都是一元化，党政不分。具体执行和细节决策属政府机构及其党组。对大政方针和具体部署，政府机构及其党组有建议之权，但决定权在党中央。

1958年8月21日，毛泽东在北戴河召开的中共中央政治局扩大会议上表示：
法律这个东西没有也不行，但我们有我们这一套……大跃进以来，都搞生产，大鸣大放大字报，就没有时间犯法了。…… 不能靠法律治多数人，多数人要靠养成习惯。军队靠军法治人，治不了。实际上是一千四百人的大会治了人，民法、刑法那样多条文，谁记得了。宪法是我参加制定的，我也记不得；韩非子是讲法治的，后来儒家是讲人治的，我们每个决议案都是法，开会也是法，治安条例也靠成了习惯才能遵守，成为社会舆论，都自觉了，就可以到共产主义了。我们各种规章制度，大多数，百分之九十是司局搞的，我们基本不靠那些，主要靠决议，开会，一年搞四次，不靠民法刑法来维持秩序。
毛泽东提到，“要人治，不要法治。《人民日报》一个社论，全国执行，何必要什么法律？”
1959年，毛泽东卸任国家主席并选举刘少奇担任国家主席后，这个曾经为毛泽东量身定制的二元政体结构发生了宪法危机。毛泽东作为事实上的权威从宪法体制中抽身而出，而没有足够的个人权威的刘少奇却坐上了制度化的卡里斯玛之位。严格按照宪法的规定，刘少奇作为国家主席，有权统率全国武装力量，召开最高国务会议。但是，毛泽东虽然“退居二线”，仍担任着中共中央委员会主席和中共中央军事委员会主席，手握党权和军权，从而形成了“两个司令部”。原本宪法内部的二元体制，现在外化为毛泽东个人与整个官僚体制之间的二元关系。随着毛泽东和刘少奇关系的恶化，潜在的宪法危机爆发了。
从1962年，毛泽东与刘少奇矛盾逐步公开化，刘少奇已经不再召开最高国务会议，而在这之前刘少奇主持召开的五次最高国务会议中，毛泽东只参加过半次。1966年刘少奇被打倒，国家主席职位名存实亡，刘少奇去世后又长期空缺，最高国务会议没有了法定的召集人，在事实上已经被废止。1964年三届人大一次会议召开后，全国人民代表大会就不再召开，最高国家权力机关停摆十一年，直到1975年毛泽东为了修改宪法废除国家主席才再次召开。在这段时间内，毛泽东一直以中共中央委员会主席和中央军事委员会主席身份领导着中国的内政和外交。